# Two Suns
Two Suns é o segundo álbum de estúdio da artista inglesa Bat for Lashes (com lançamento no dia 6 de Abril de 2009). O álbum traz colaborações de Scott Walker e Yeasayer. Seu primeiro single, lançado em 1 de Março de 2009, é "Daniel". "Two Suns" foi gravado em segmentos, em diferentes locais, incluindo Califórnia, Nova York, Londres, Brighton e País de Gales. Segundo a cantora, o título do álbum representa o início e o fim de um relacionamento, assim como uma dualidade transatlântica pautada pela sua vida passada parte em Nova Iorque, parte na Inglaterra. Quanto à personagem "Pearl", cuja voz faz eco na maioria das músicas, Natasha desmarca-se do conceito de alter-ego e classifica esta mulher loira (que se materializa no vídeo de música da faixa "Pearl's Dream") como um pedaço de arte incorporado no seu trabalho, inspirada no documentário "Paris is Burning" e no romantismo da antiga Nova Iorque.  Desta forma, a cantora inglesa acentua o tema da dualidade, apresentando Pearl como uma personagem destrutiva, que bebe demais e se identifica mais rapidamente com Nova Iorque, e a própria Natasha Khan, mais ligada à natureza e às suas raízes. 

## Faixas
| N.º | Título                                             | Duração |  |
| 1.  | "Glass"                                            | 4:32    |  |
| 2.  | "Sleep Alone"                                      | 4:02    |  |
| 3.  | "Moon and Moon"                                    | 3:08    |  |
| 4.  | "Daniel"                                           | 4:11    |  |
| 5.  | "Peace of Mind"                                    | 3:28    |  |
| 6.  | "Siren Song"                                       | 4:58    |  |
| 7.  | "Pearl's Dream"                                    | 4:45    |  |
| 8.  | "Good Love"                                        | 4:29    |  |
| 9.  | "Two Planets"                                      | 4:47    |  |
| 10. | "Travelling Woman"                                 | 3:46    |  |
| 11. | "The Big Sleep" (com participação de Scott Walker) | 2:55    |  |